# چرنگویتسه
چرنگویتسه (به لهستانی:  Czerniewice) یک روستا در لهستان است که در گمینا چرنگویتسه واقع شده‌است. چرنگویتسه ۷۳۰ نفر جمعیت دارد.